# لوکوروکو ۲
لوکوروکو ۲ (به انگلیسی: LocoRoco 2) یک بازی ویدئویی در سبک سکوبازی است که توسط استودیو ژاپن توسعه یافته و به‌وسیلهٔ سونی کامپیوتر انترتینمنت برای کنسول بازی دستی پلی‌استیشن همراه منتشر شده‌است. این بازی ادامهٔ قسمت اول لوکوروکو در سال ۲۰۰۶ به‌شمار می‌رود که برای اولین بار در ۲۱ نوامبر ۲۰۰۸ منتشر شده‌است. نسخهٔ بازسازی شده‌ای از این بازی در دسامبر ۲۰۱۷، برای کنسول پلی‌استیشن ۴ در دسترس قرار گرفت.